# Généralité de Pau et Auch
La généralité de Pau et Auch est une circonscription administrative de France créée en 1751, qui prit le nom de généralité d'Auch et Pau en 1757.
Supprimée en 1767, elle ne fut jamais rétablie.

## Création
La généralité de Pau et Auch fut créée en 1751, par la réunion de l'intendance de Pau à la généralité d'Auch.
Elle comprenait alors :
- Les six élections suivantes :
  - Élection d'Armagnac, siégeant à Auch
  - Élection d'Astarac, siégeant à Mirande
  - Élection de Comminges, siégeant à Muret
  - Élection des Lannes ou Landes
  - Élection de Lomagne, siégeant à Lectoure
  - Élection de Rivière-Verdun, siégeant à Grenade
- Les cinq pays d'états suivants :
  - Le Béarn
  - La Bigorre
  - La Basse-Navarre
  - Le Nébouzan
  - La Soule
- En outre, les trois pays et les quatre villes abonnés suivants :
  - Le pays de Labourd
  - Le pays des bastilles de Marsan, Tursan et Gabardan
  - Le pays des Quatre-Vallées
  - Les trois villes de Bayonne, Mont-de-Marsan, Acqs (aujourd'hui : Dax) et Lectoure

## Changement de dénomination
La généralité de Pau et Auch devint, en 1757, celle d'Auch et Pau.

## Suppression
La généralité d'Auch et Pau fut divisée, en 1767, en deux généralités : celle d'Auch et celle de Bayonne.

Elle ne fut jamais rétablie.